# Уоррен, Аллан
Майкл А́ллан Уо́ррен (англ.  Michael Allan Warren; род. 26 октября 1948, Уимблдон, Большой Лондон) — английский фотограф-портретист, писатель-мемуарист и актёр кино и телевидения. Наибольшую известность получил своими фотопортретами представителей высшего общества.

## Биография
Майкл Аллан Уоррен родился 26 октября 1948 года в лондонском районе Уимблдон. Рос с матерью, без отца. Учился в театральной школе при знаменитом театре Друри-Лейн. Ещё будучи подростком исполнил несколько эпизодических ролей, общался с множеством людей, в том числе завёл знакомство с будущим популярным певцом и гитаристом Марком Боланом, и стал его первым менеджером, когда Болан получил известность.
Фотографией Уоррен занялся в 17-летнем возрасте. В это время он играл в постановке Forty Years On с известным актёром Джоном Гилгудом; Уоррен купил свой первый подержанный фотоаппарат и начал делать снимки актёров, игравших с ним в этом спектакле. Началом карьеры профессионального фотографа можно посчитать день, когда друг Уоррена, Микки Динс, попросил его быть фотографом на его свадьбе с Джуди Гарленд (15 марта 1969 года). После этого Уоррен вплотную занялся фотографией, отказавшись от театра. В его послужном списке более тысячи фоторабот известных актёров, музыкантов, писателей, политиков и членов британской королевской семьи. В начале 1980-х годов Уоррен поставил себе цель добиться разрешения сфотографировать всех британских герцогов: четырёх, принадлежащих к королевской семье, и двадцати шести не принадлежащих к ней.
Совместно с герцогом Ангусом Монтагю основал благотворительный фонд для нуждающихся детей.

## Избранная фильмография
Широкий экран
- 1968 — Вот мы ходим вокруг тутового куста[англ.] / Here We Go Round the Mulberry Bush — Джо Макгрегор
- 1970 — Заавтра[англ.] / Toomorrow — студент-музыкант (в титрах не указан)
- 1971 — Поймать шпиона[англ.] / To Catch a Spy — официант (в титрах не указан)
- 1973 — Бакстер![англ.] / Baxter! — фотограф (в титрах не указан)
- 1979 — Овсянка[англ.] / Porridge — Уолли

Телевидение
- 1970 — Пьеса на сегодня[англ.] / Play for Today — Дженкинс (в 1 эпизоде)
- 1971 — Соперники Шерлока Холмса[англ.] / The Rivals of Sherlock Holmes — мальчик-сьюдхед (в 1 эпизоде)

## Примеры фоторабот

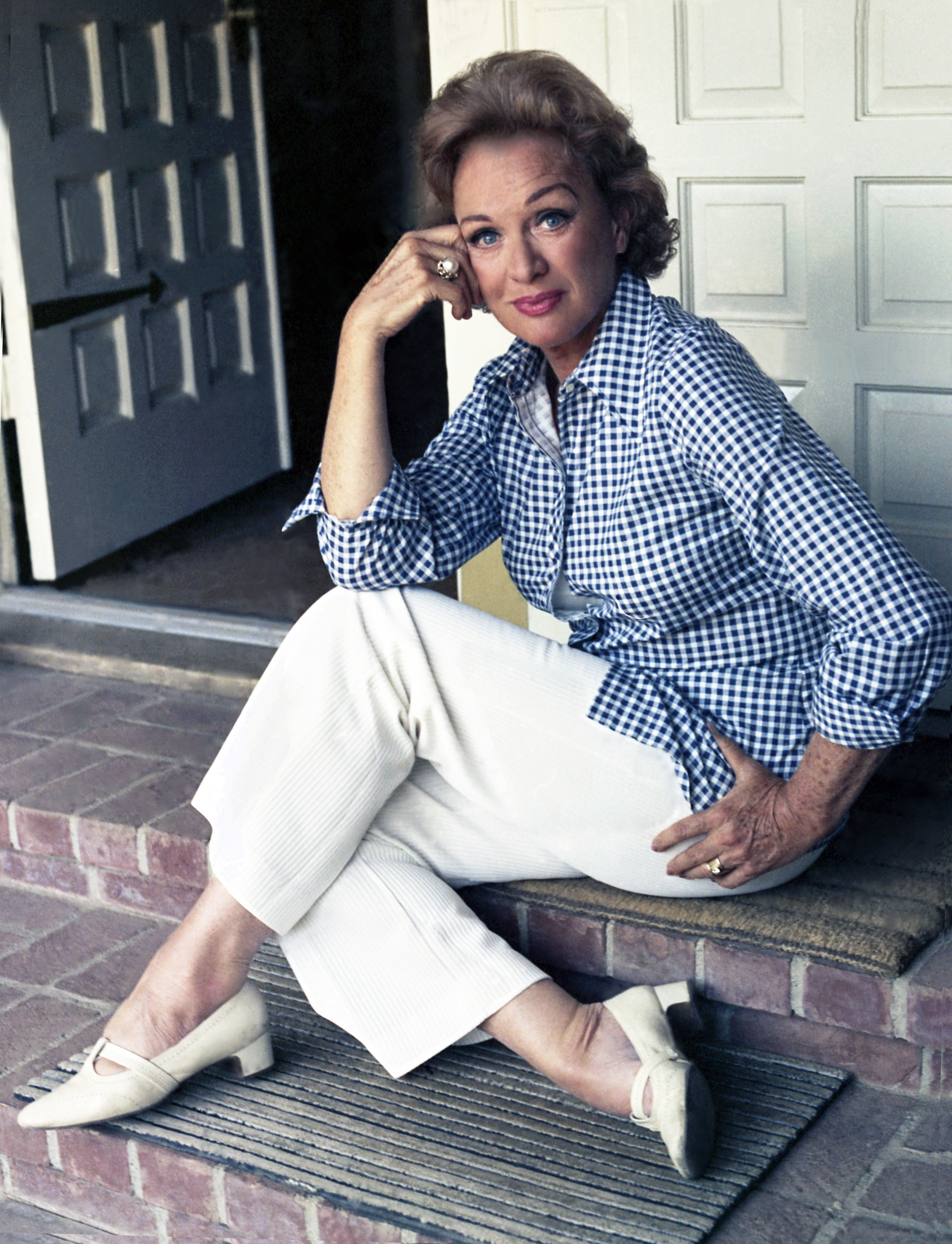
Ив Арден (1972)
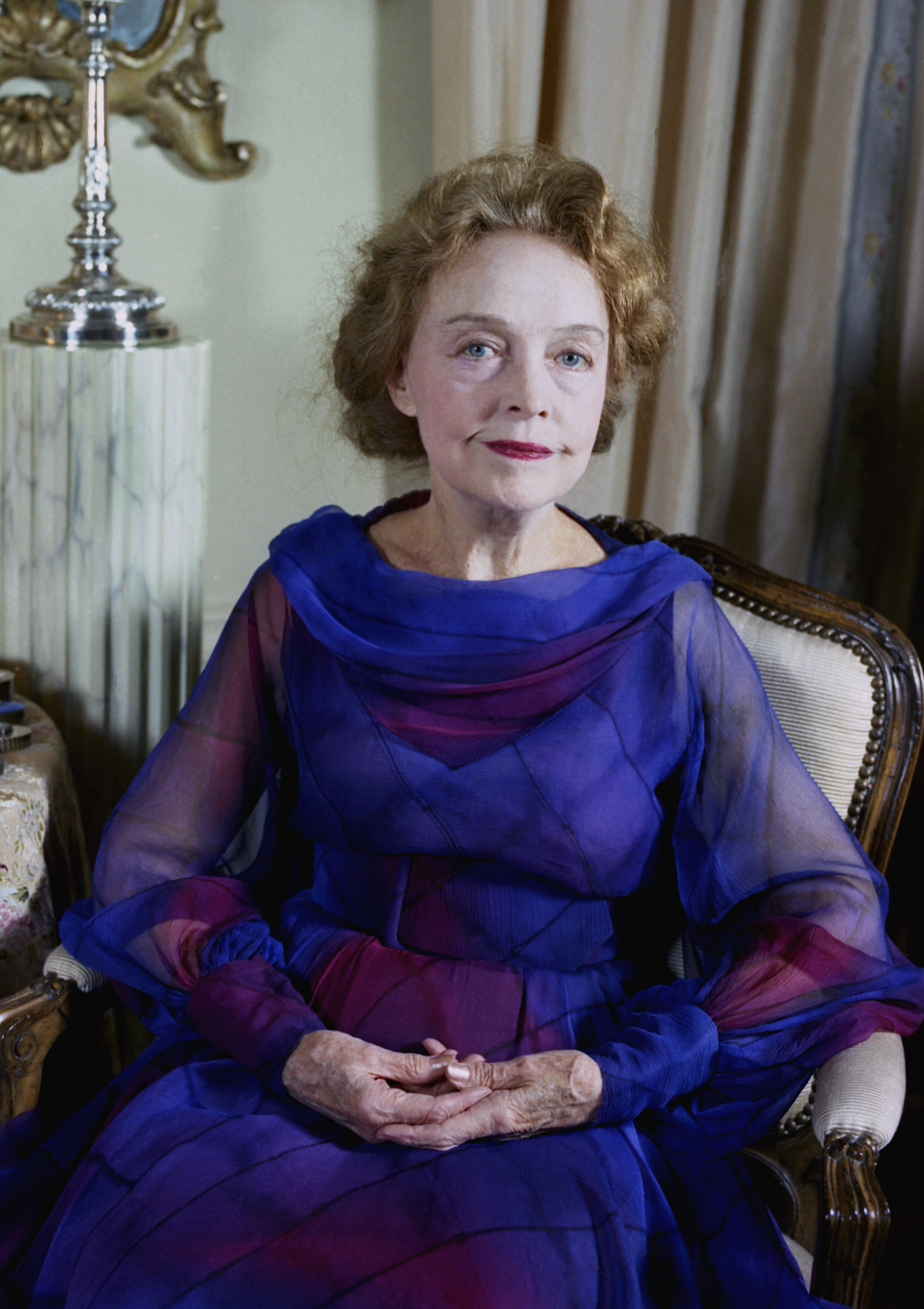
Лиллиан Гиш (1973)
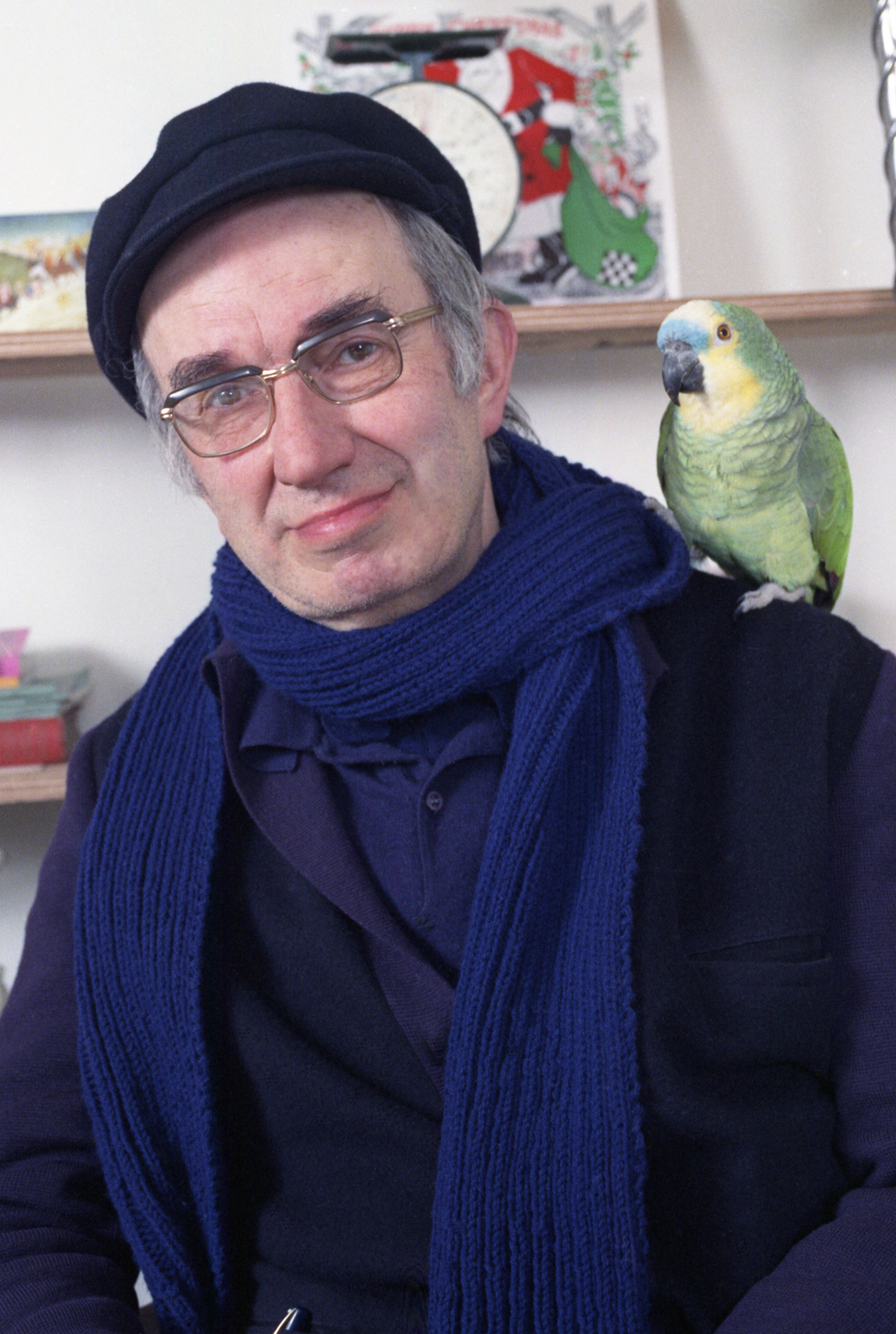
Бернард Майлс (1974)
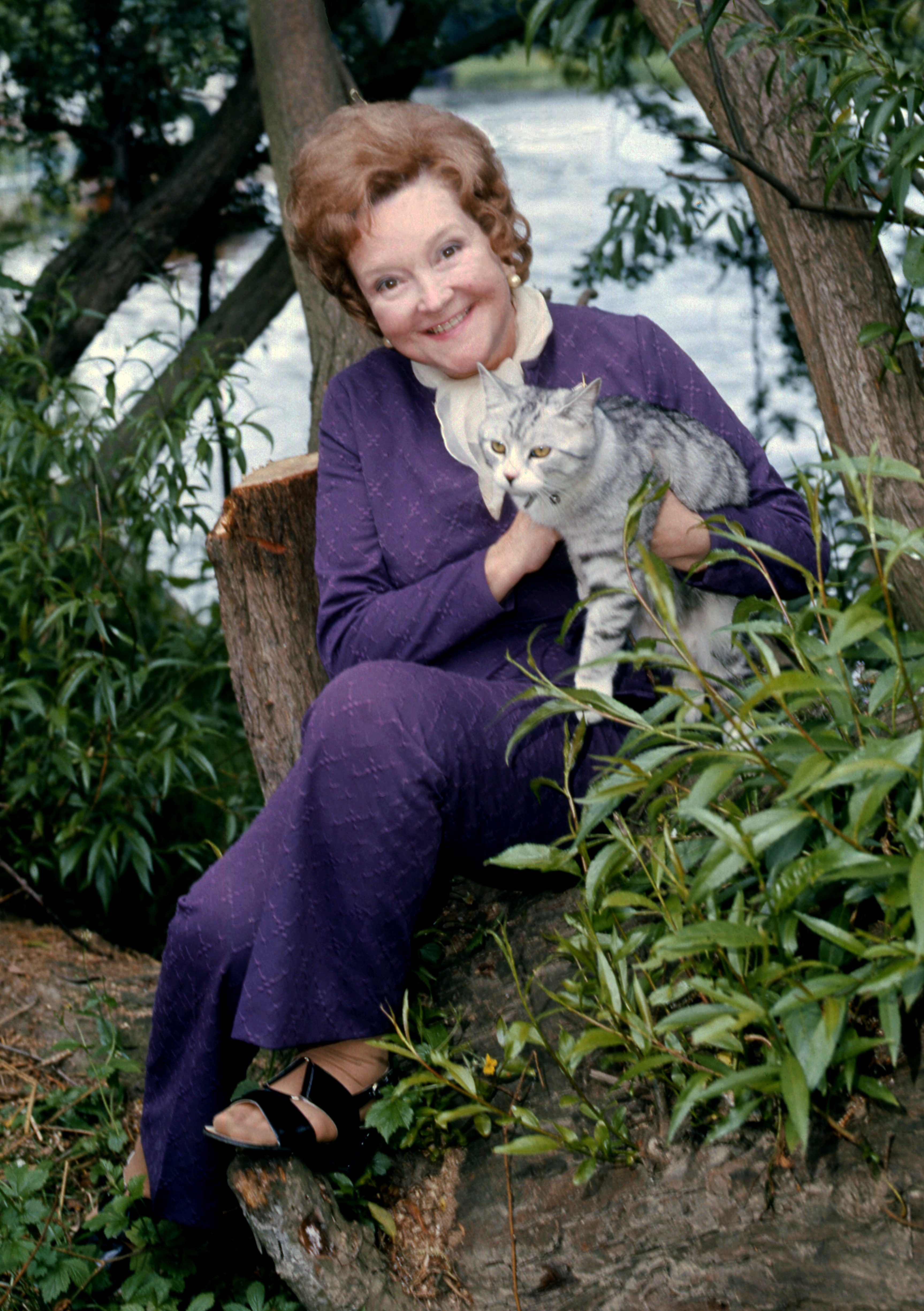
Берил Рид (1974)
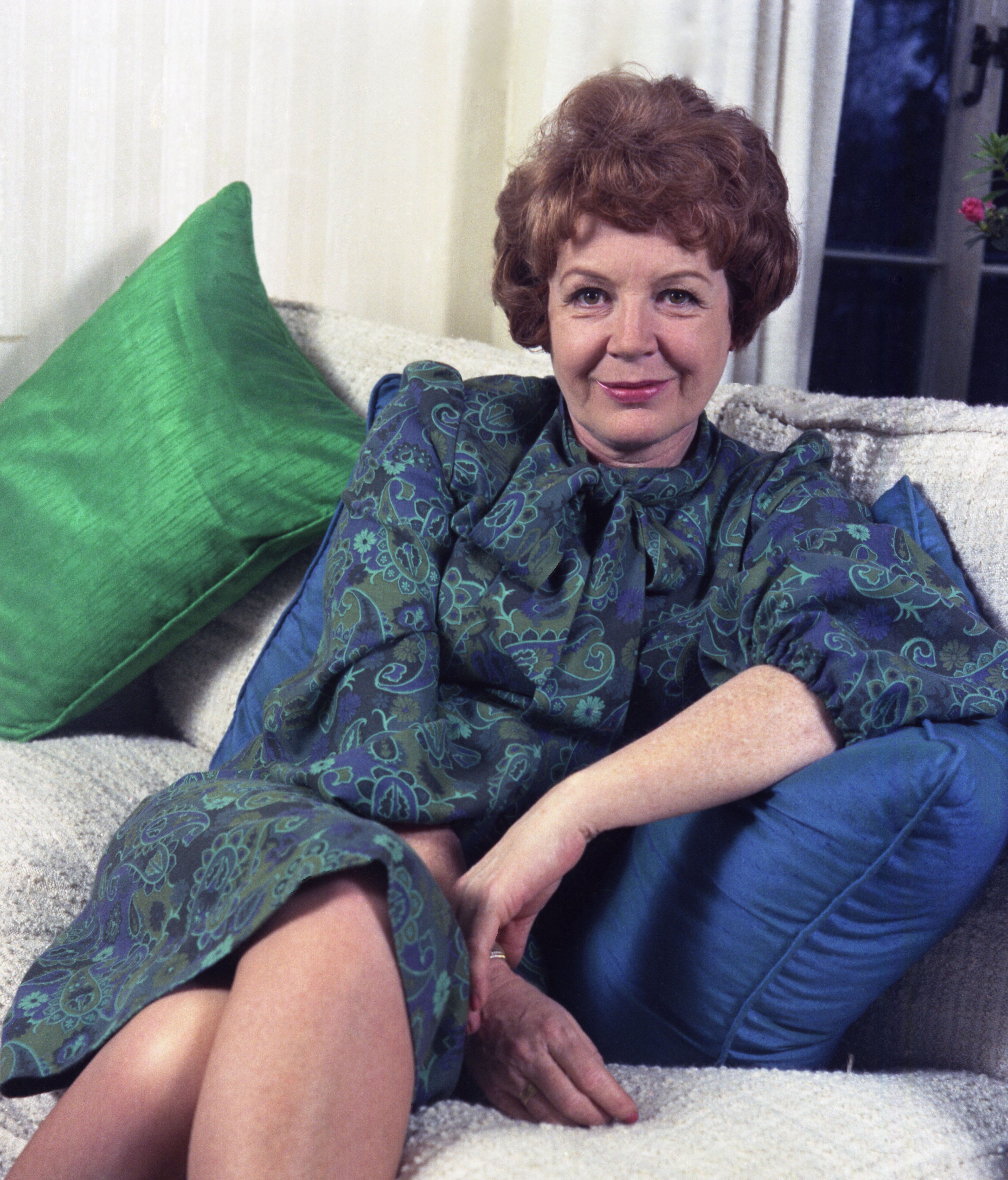
Филлис Калверт (1974)
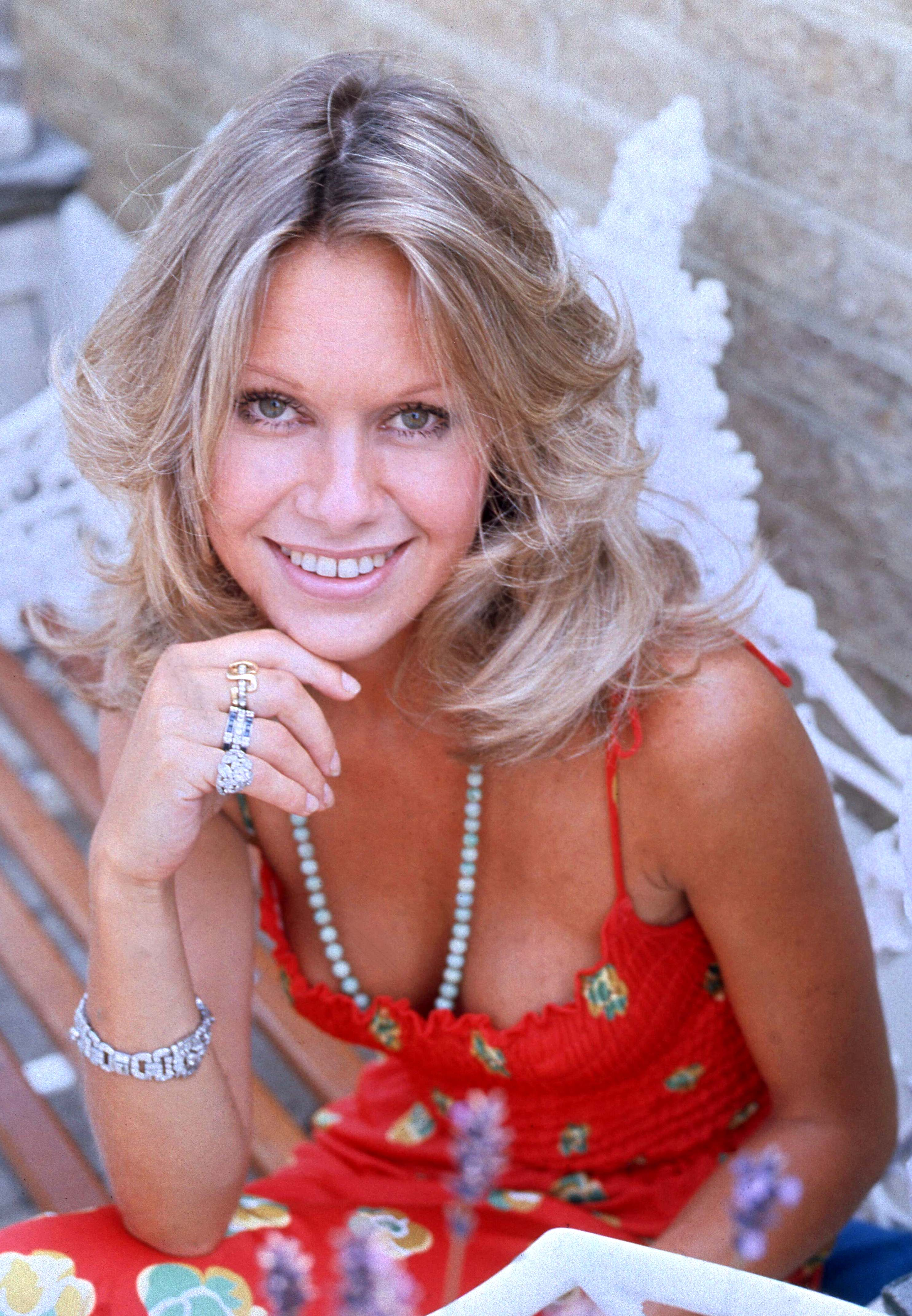
Сюзанна Ли (1977)